# Vík í Mýrdal
Het dorp Vík í Mýrdal (in IJsland kortweg als Vík aangeduid), in de gemeente Mýrdalshreppur, is de meest zuidelijk gelegen plaats van IJsland. Het is tevens de plaats waar de meeste neerslag valt. De naam betekent zoiets als "baai in het veendal".
Ondanks zijn kleine inwonertal (in 2013 ongeveer 280) is het een belangrijke plaats in de regio. Het is een belangrijke uitvalsbasis voor toeristen die de nabijgelegen Mýrdalsjökull-gletsjer willen bezoeken, waaronder IJslands gevaarlijkste vulkaan Katla ligt te smeulen. Het is ook de laatste plaats voor de oversteek over de soms gevaarlijke Mýrdalssandur-woestenij begint.
In vroeger tijden was Vík nauwelijks vanuit het westen te bereiken, maar door een uitbarsting van de Katla in 1660 werd de kustlijn deels verplaatst. Daardoor kon er een doorgang naar het plaatsje gemaakt worden.
Vík ligt aan een gitzwart strand met ten westen ervan de Reynisdrangar, zwarte 66 meter hoge basaltzuilen (restanten van vulkanen), in zee. Volgens de overlevering zijn het trollen die werden verrast door de eerste zonnestralen toen ze een schip aan wal trachtten te trekken. Aanvankelijk was Vík een vissersdorp, maar door de afwezigheid van een haven en de gevaarlijke kust die aan veel zeelieden het leven kostte, werd het vanaf 1887 meer een handelsplaats. Aan het strand staat een monument ter herinnering aan de verdronken zeelieden.
De nabijgelegen berg Reynisfjall (340 m) is een geliefde plek voor vogelspotters. In de zomer komen er zeer veel vogelsoorten voor, waaronder de papegaaiduiker. Aan de westkant van de berg zijn bij Garðar bijzondere basaltgrotten te zien.

## Toeristische attractie
Op 24 november 1973 stortte een Amerikaanse DC-3 neer op het zwarte zandstrand van Sólheimasandur vlak bij het plaatsje Vík. Alle bemanningsleden overleefden de crash. De exacte oorzaak is niet bekend, hoewel sommige bronnen suggereren dat het vliegtuig zonder brandstof kwam te zitten nadat de piloot overschakelde naar de verkeerde brandstoftank. De wrakstukken liggen nog steeds op het strand vlak bij de zee, al ontbreken enkele stukken. Zo zijn de vleugels en het staartstuk verdwenen. Niemand weet waar die zijn gebleven, al gaan de geruchten dat een boer ze heeft meegenomen om te verkopen in Vík.